# 鳊鱼湖
鳊鱼湖是一个位于中国江西省余干县的湖泊，面积约为3平方千米，平均水深约为1.5米。